# جيمس كوشرين
جيمس كوشرين هو شخصية أعمال وسياسي كندي، ولد في 15 سبتمبر 1852 في Kincardine, Fife ‏ في المملكة المتحدة، وتوفي في 28 مايو 1905 في مونتريال في كندا. نشط حزبياً في حزب كيبيك الليبرالي. وقد انتخب عضو الجمعية الوطنية في كيبك ‏ وانتخب عمدة مونتريال ‏ (1902 – 1904).